# François Nicolas Pascal de Kerenveyer
Pour les articles homonymes, voir Pascal.

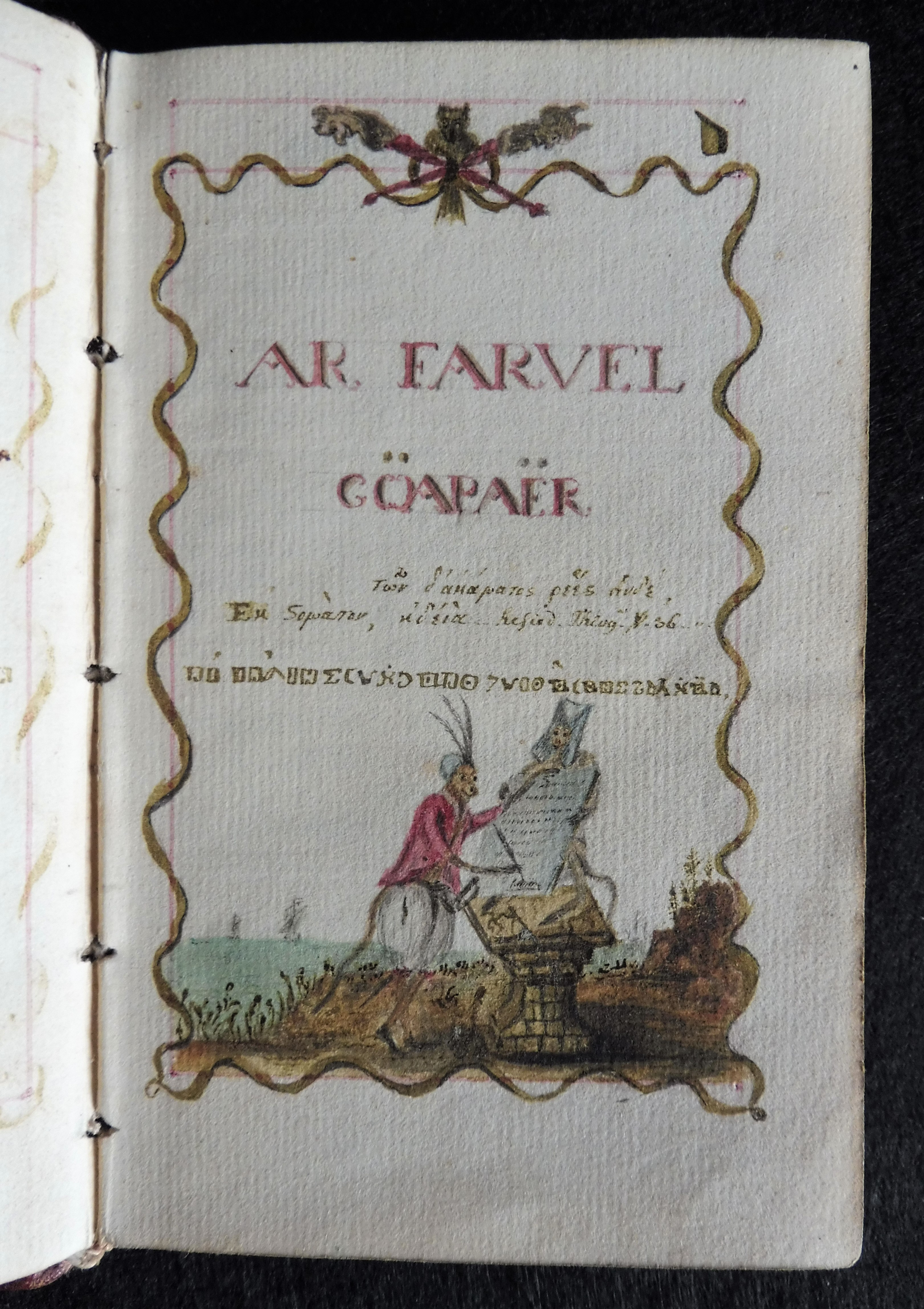
Page de titre du recueil Ar farvel göapaër, vers 1755, collection particulière.

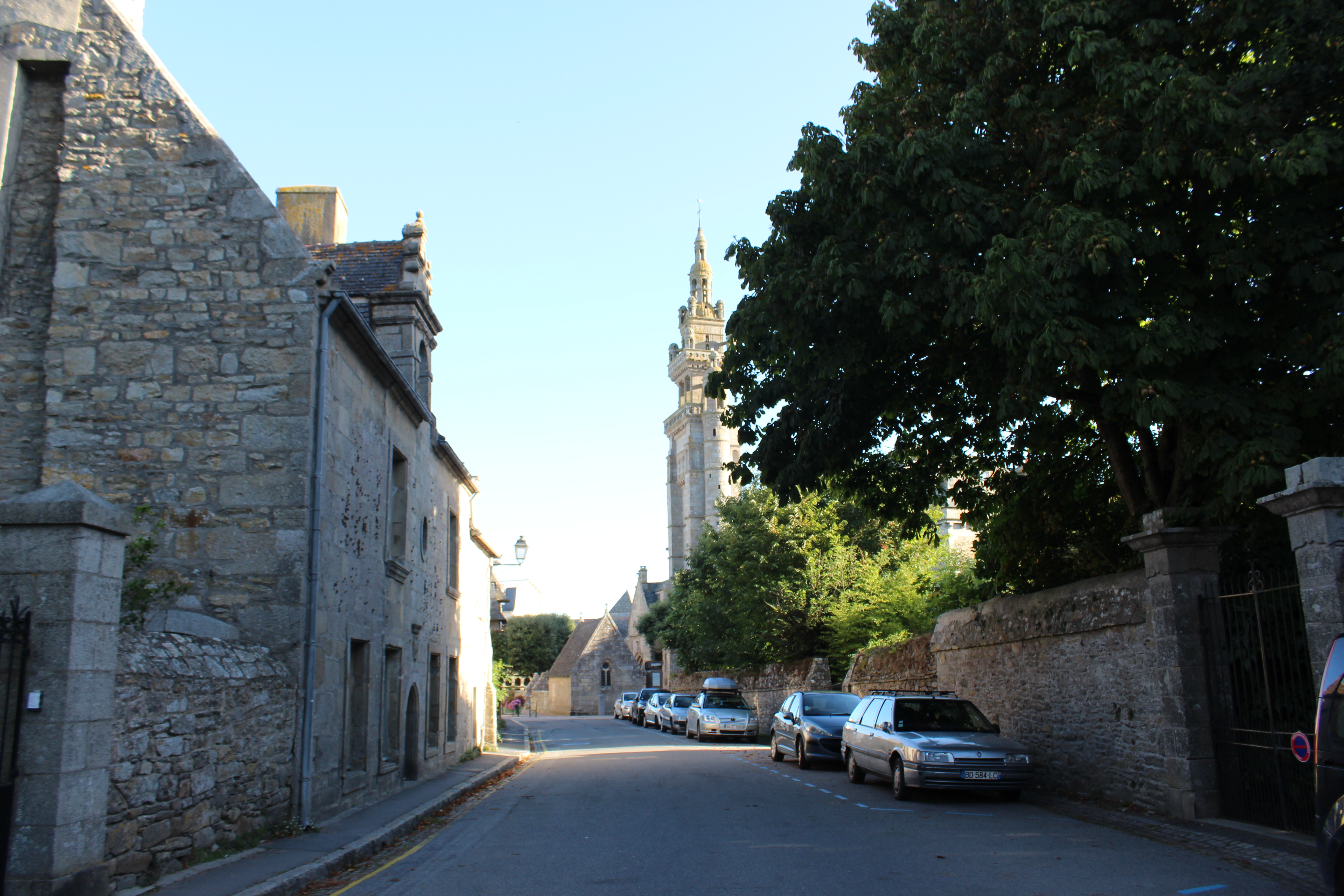

François Nicolas Pascal de Kerenveyer, né le 13 juin 1729 à Roscoff (Finistère), mort le 31 mai 1794 à Beauvais (Oise), est un général, poète et écrivain de la Révolution française.

## États de service
Il entre en service le 29 novembre 1745, comme enseigne au régiment de Limousin, il passe lieutenant le 10 mai 1748, aide major le 17 mai 1753, et capitaine le 8 juillet 1756. 
Le 4 mai 1771, il devient major au régiment de Berry, il est nommé lieutenant-colonel le 5 juin 1781, et brigadier le 1er janvier 1784. Il est fait chevalier de Saint-Louis.
Il est promu maréchal de camp le 9 mars 1788, et général de division le 15 mai 1793. Commandant de la place de Dunkerque, il est suspendu le 30 juillet 1793.
Il meurt le 30 mai 1794 à Beauvais.

## Auteur
Il a traduit en breton les Métamorphoses d'Ovide (1749) et composé un recueil manuscrit intitulé Ar farvel göapaër  ("Le bouffon moqueur") rassemblant des contes, des poèmes et un opéra-comique (vers 1755). Il a également écrit plusieurs ouvrages en français, à caractère littéraire ou militaire, tels les Moments dérobés aux occupations militaires, recueil de poésies fugitives dédié au prince de Montmorency-Robecq, colonel du régiment de Limousin (1757).
Quelques semaines avant sa mort, il a mis en vers la Déclaration des droits de l'homme et du citoyen à l'attention des enfants des écoles.

## Livres
- Paskal Kerenveier, Ar Farvel Goapaer, édité par Roparz Hemon, coll. Sterenn no 6, 1941.
- François Nicolas Pascal de Kerenveyer (trad. Ronan Calvez), Bouffon moqueur, Centre de Recherche Bretonne et Celtique, 2005.

## Sources
- (en) « Generals Who Served in the French Army during the Period 1789 - 1814: Eberle to Exelmans »
- Étienne Charavay, Correspondance général de Carnot, tome 2, imprimerie Nationale, 1894.